# 天主教克里特教區
天主教克里特教區（拉丁語：Dioecesis Candiensis）是羅馬天主教在希臘的一個教區，屬納克索斯、安德羅斯、蒂諾斯暨米科諾斯總教區。
總教區範圍包括克里特全島。2007年，有3,500名教友，估轄區總人口0.7%，有3個堂區、2名司鐸、4名修士。主教一職自1935年懸空，目前宗座署理為方濟·帕帕馬諾里斯。
1213年建立了拉丁禮總教區，但在1667年教座懸空。1874年8月28日降格為教區。